# Jikkyō Powerful Pro Yakyū Basic-ban 2001
Jikkyō Powerful Pro Yakyū Basic-ban 2001 (パワフルプロ野球Basic版2001) est un jeu vidéo de baseball sorti en 2001 sur Nintendo 64 uniquement au Japon. Le jeu a été développé et édité par Konami.
Le jeu fait partie de la série Jikkyō Powerful Pro Yakyū.